# Giuseppe Leanza
Giuseppe Leanza (Cesarò, 2 gennaio 1943) è un arcivescovo cattolico italiano.

## Biografia
Nasce a Cesarò (Messina) il 2 gennaio 1943.

### Formazione e ministero sacerdotale
Dopo gli studi seminaristici presso il Seminario Vescovile di Patti, riceve l'ordinazione presbiterale il 17 luglio 1966 dal vescovo Giuseppe Pullano.
Frequenta la Pontificia Accademia Ecclesiastica ed entra nel servizio diplomatico della Santa Sede.

### Ministero episcopale
Il 3 luglio 1990 è nominato da Giovanni Paolo II nunzio apostolico in Haiti ed elevato ad arcivescovo titolare di Lilibeo.
Riceve la consacrazione episcopale il 22 settembre 1990 dal cardinale Agostino Casaroli, co-consacranti Pio Laghi e Ignazio Zambito presso il santuario di Maria Santissima di Tindari.
Il 4 giugno 1991 è trasferito come nunzio apostolico in Malawi e Zambia, in Africa.
Diviene poi nunzio apostolico in Bosnia ed Erzegovina il 29 aprile 1999, in Slovenia il 15 maggio 2002, in Macedonia il 18 maggio 2002 e in Bulgaria il 22 febbraio 2003.
Il 22 febbraio 2008 papa Benedetto XVI lo nomina nunzio apostolico in Irlanda e il 15 settembre 2011 lo ha trasferito nunzio apostolico in Repubblica Ceca.
Nel 2018 è stato insignito dell'Ordine di Tomáš Garrigue Masaryk di I classe per meriti eccezionali nello sviluppo della democrazia, dell'umanesimo e dei diritti umani.
Il 21 settembre 2018 si è dimesso dall'incarico di nunzio apostolico nella Repubblica Ceca, per sopraggiunti limiti d'età.

## Genealogia episcopale e successione apostolica
La genealogia episcopale è:
- Cardinale Scipione Rebiba
- Cardinale Giulio Antonio Santorio
- Cardinale Girolamo Bernerio, O.P.
- Arcivescovo Galeazzo Sanvitale
- Cardinale Ludovico Ludovisi
- Cardinale Luigi Caetani
- Cardinale Ulderico Carpegna
- Cardinale Paluzzo Paluzzi Altieri Degli Albertoni
- Papa Benedetto XIII
- Papa Benedetto XIV
- Papa Clemente XIII
- Cardinale Marcantonio Colonna
- Cardinale Giacinto Sigismondo Gerdil, B.
- Cardinale Giulio Maria della Somaglia
- Cardinale Carlo Odescalchi, S.I.
- Cardinale Costantino Patrizi Naro
- Cardinale Lucido Maria Parocchi
- Papa Pio X
- Papa Benedetto XV
- Papa Pio XII
- Cardinale Eugène-Gabriel-Gervais-Laurent Tisserant
- Papa Paolo VI
- Cardinale Agostino Casaroli
- Arcivescovo Giuseppe Leanza

La successione apostolica è:
- Vescovo Andrew Aaron Chisha (1993)
- Vescovo Joseph Mukasa Zuza (1995)
- Vescovo Noel Charles O'Regan, S.M.A. (1995)
- Vescovo Paul Francis Duffy, O.M.I. (1997)
- Arcivescovo Rémi Joseph Gustave Sainte-Marie, M.Afr. (1998)